# Шон Ґанн
Шон Ґанн (англ. Sean Gunn, 22 травня 1974, Сент-Луїс) — американський актор кіно і телебачення, зрідка виступає як продюсер і сценарист. Найбільш відомий глядачеві виконанням ролі Кірка Глісона в серіалі «Дівчата Гілмор» (137 епізодів за 7 років) і Крагліна у фільмах «Вартові галактики», «Вартові галактики 2» і «Вартові галактики 3».

## Біографія
Шон Ґанн народився 22 травня 1974 року в Сент-Луїсі (штат Міссурі). Батько — Джеймс Ф. Ганн, корпоративний адвокат юридичної фірми Thompson Coburn; мати — Ліота Ганн. Шон є молодшим братом відомого кінорежисера, сценариста, актора, музиканта і мультиплікатора Джеймса Ґанна. Крім того, у Шона є ще троє братів: Метт (нар. 1972, сценарист і актор), Браян (нар. 1970, актор, продюсер і сценарист) і Патрік (старший віце-президент кіностудії Artisan Entertainment); і сестра Бет — всі старші за нього.
Шон у 1992 році закінчив Сент-Луїський університет (всі брати Шона теж закінчили його у 1990, 1988 та 1984 роках), а потім, в 1996 році — Університет Де Поля («театральна програма Школи Гудмена»).
У тому ж 1996 році Шон вперше з'явився на широкому екрані, в незалежному малобюджетному фільмі «Тромео і Джульєтта», з 1999 року знімається в телесеріалах. У 2000—2003 роках виступив продюсером до трьох фільмів (два з них короткометражні), у 2008—2009 роках спробував себе як сценарист — він написав вісім епізодів вебсеріалу «Порно для всієї родини». У 2012 році вперше виступив як актор озвучування — він дав свій голос Лебедю в англомовній адаптації японської комп'ютерної гри «Льодяникова бензопила».

## Фільмографія
| Рік       |    | Українська назва                                | Оригінальна назва                           | Роль                                                                     |
| --------- | -- | ----------------------------------------------- | ------------------------------------------- | ------------------------------------------------------------------------ |
| 1996      | ф  | Тромео і Джульєтта                              | Tromeo and Juliet                           | Семі Капулет                                                             |
| 1997      | ф  |                                                 | Stricken                                    | Гуффі                                                                    |
| 1999      | ф  |                                                 | The Auteur Theory                           | Торі Йорк                                                                |
| 1999      | с  | Тепер будь-якого дня                            | Any Day Now                                 | Клерк (серія «Робота батьків»)                                           |
| 1999—2000 | с  | Ангел                                           | Angel                                       | Клерк (2 серії)                                                          |
| 2000      | ф  | Особливі                                        | The Specials                                | Чужий Сирота                                                             |
| 2000      | с  |                                                 | Brutally Normal                             | Ленні (2 серії)                                                          |
| 2000      | с  | Шоу Майкла Річардса                             | The Michael Richards Show                   | Денніс (серія «Спрощення»)                                               |
| 2000—2007 | с  | Дівчата Гілмор                                  | Gilmore Girls                               | Кірк Глісон (137 серій)                                                  |
| 2001      | кф |                                                 | Love, Sex & Murder                          | офіціант                                                                 |
| 2001      | ф  | Перл-Гарбор                                     | Pearl Harbor                                | матрос                                                                   |
| 2001      | с  | Всередині Шварца                                | Inside Schwartz                             | Focus Group Guy #2 (серія «Благослови мене, батьку, бо я звільнив тебе») |
| 2001      | с  |                                                 | DAG                                         | Раян (серія «Випускний вечір»)                                           |
| 2001      | с  | Третя планета від Сонця                         | Third Rock from the Sun                     | супроводжуючий (серія «You Don't Know Dick»)                             |
| 2001      | с  | Їду до Каліфорнії                               | Going to California                         | Джої «Фазз» Фучетті (4 серії)                                            |
| 2002      | с  | Так, любий                                      | Yes, Dear                                   | Девід Скотт (серія «Making Baby»)                                        |
| 2002—2003 | с  | Енді Ріхтер контролює Всесвіт                   | Andy Richter Controls the Universe          | Філ (3 серії)                                                            |
| 2003      | кф | Людина, яка винайшла Місяць                     | The Man Who Invented the Moon               | Семмі Г'юз                                                               |
| 2004      | кф |                                                 | Fish Out of Water                           | Джим                                                                     |
| 2004      | тф |                                                 | Gilmore Girls Backstage Special             | камео                                                                    |
| 2005      | ф  |                                                 | Jesus, Mary and Joey                        | Стів                                                                     |
| 2007—2008 | с  |                                                 | October Road                                | Вінсент Роад (6 серій)                                                   |
| 2008      | ф  |                                                 | Pants on Fire                               | PK                                                                       |
| 2008      | с  | Королеви крику                                  | Scream Queens                               | камео (1 серія)                                                          |
| 2008—2009 | с  | Недопорно                                       | James Gunn's PG Porn                        | Пепермінт Патті, Джейсон, Білл Скроті (8 серій)                          |
| 2009      | с  | Шоу Джейса Голла                                | The Jace Hall Show                          | себе (серія «Джеймс Ганн і жорстока легенда»)                            |
| 2010      | ф  | Супер                                           | Super                                       | Тобі                                                                     |
| 2011      | с  |                                                 | For a Green Card                            | Ендрю (серія «Що може піти не так?»)                                     |
| 2012      | ф  | Гігантська механічна людина                     | The Giant Mechanical Man                    | Джордж                                                                   |
| 2012      | с  |                                                 | Antiques Roadshow                           | себе (серія «Сміття в багажнику 2»)                                      |
| 2012      | с  | Хор                                             | Glee                                        | Фінеас Хейз (серія «Makeover»)                                           |
| 2012—2013 | с  | H+: Цифровий серіал                             | H+: The Digital Series                      | Джейсон О'Браєн (9 серій)                                                |
| 2012—2013 | с  | Балерини                                        | Bunheads                                    | Себастьян (2 серії)                                                      |
| 2012      | вг |                                                 | Lollipop Chainsaw                           | Лебідь                                                                   |
| 2013      | ф  |                                                 | Who the F Is Buddy Applebaum                | Пінто                                                                    |
| 2013      | тф |                                                 | The Education of Eddie and Mortimer         | Моторошний Карл                                                          |
| 2014      | ф  | Вартові галактики                               | Guardians of the Galaxy                     | Краглін Обфонтері (також зйомки для захоплення руху Ракети і Таноса)     |
| 2014      | с  | Кістки                                          | Bones                                       | доктор Говард Фітч (серія «Труп на з'їзді»)                              |
| 2015      | ф  | Рій                                             | The Hive                                    | доктор Бейкер                                                            |
| 2016      | ф  | Експеримент «Офіс»                              | The Belko Experiment                        | Марті Еспеншайд                                                          |
| 2016      | ф  | Звичайний світ                                  | Ordinary World                              | Тед                                                                      |
| 2016      | ф  | Хлопчик на ім'я По                              | A Boy Called Po                             | Бен                                                                      |
| 2016      | с  | Супермаркет                                     | Superstore                                  | покупець карток (серія «Таємний покупець»)                               |
| 2016      | с  | Дівчата Гілмор: Рік із життя                    | Gilmore Girls: A Year in the Life           | Кірк Глісон (мінісеріал)                                                 |
| 2017      | ф  | Вартові галактики 2                             | Guardians of the Galaxy 2                   | Краглін Обфонтері (також зйомки для захоплення руху Ракети)              |
| 2018      | ф  | Месники: Війна нескінченності                   | Avengers: Infinity War                      | зйомки для захоплення руху Ракети)                                       |
| 2018      | мс | Робоцип                                         | Robot Chicken                               | різні голоси (серія «Чому це мокре?»)                                    |
| 2019      | ф  | Месники: Війна нескінченності                   | Avengers: Endgame                           | Краглін Обфонтері (також зйомки для захоплення руху Ракети))             |
| 2021      | ф  | Загін самогубців: Місія навиліт                 | The Suicide Squad                           | Ласка, Календарна людина                                                 |
| 2021      | ф  | Агнес                                           | Agnes                                       | Пол Сатчімо                                                              |
| 2021      | мс | А що як...?                                     | What If...?                                 | Краглін (серія «А що як... Т'Чалла став би Зоряним Лицарем?»)            |
| 2021      | с  | Новобранець                                     | The Rookie                                  | мисливець за скарбами (серія «Поетична справедливість»)                  |
| 2022      | ф  | Тор: Любов і грім                               | Thor: Love and Thunder                      | Краглін Обфонтері                                                        |
| 2022      | тф | Вартові галактики: Спеціальний святковий випуск | The Guardians of the Galaxy Holiday Special | Краглін Обфонтері (також зйомки для захоплення руху Ракети)              |
| 2022      | с  | Список смертників                               | The Terminal List                           | Сол Агнон (1 серія)                                                      |
| 2023      | ф  | Вартові галактики 3                             | Guardians of the Galaxy 3                   | Краглін Обфонтері (також зйомки для захоплення руху Ракети)              |
| 2024      | мс | Монстри Коммандос                               | Creature Commandos                          | G.I. Робот, Ласка (7 серій)                                              |
| 2025      | ф  | Супермен                                        | Superman                                    | Максвелл Лорд                                                            |